# Филатов, Анатолий Иванович
Анато́лий Ива́нович Фила́тов (род. в 1926 году) — советский дипломат. Чрезвычайный и полномочный посол.

## Биография
На дипломатической работе с 1956 года.
- В 1956—1959 годах — сотрудник Посольства СССР в Уругвае.
- В 1959—1961 годах — сотрудник центрального аппарата МИД СССР.
- В 1961—1965 годах — сотрудник Посольства СССР в Бразилии.
- В 1965—1971 годах — сотрудник центрального аппарата МИД СССР.
- В 1971—1974 годах — советник-посланник Посольства СССР в Венесуэле.
- В 1974—1977 годах — советник-посланник Посольства СССР в Мексике.
- В 1977—1983 годах — на ответственной работе в центральном аппарате МИД СССР.
- С 29 апреля 1983 по 17 августа 1991 года — чрезвычайный и полномочный посол СССР в Перу[1][2].

С 1991 года — на пенсии.